# Luz (álbum de Djavan)
Luz é o quinto álbum de estúdio do compositor e cantor brasileiro Djavan, lançado em 20 de agosto de 1982 pela Sony Music. Contém músicas que se tornaram extremamente conhecidas, como "Samurai" (com a participação de Stevie Wonder), "Pétala", "Açaí", "Sina", "Esfinge", "Capim" e "Luz". Quando foi lançado, foi elogiado pala crítica do jornal O Estado de S. Paulo, que afirmou que ele "traz o que seu título sugere: um brilho aos ouvidos e aos olhos. Traz o que há, na opinião dos críticos, de mais vanguardista na música brasileira."

## Sobre o álbum
Em 1982, segundo o autor Hugo Sukman, Djavan "recebeu o convite da gravadora CBS (futura Sony Music) para, não só, ser lançado nos Estados Unidos, como também gravar nos estúdios americanos." Ainda de acordo com Hugo, o músico "trabalhou sob a produção de Ronnie Foster, até então um dos principais produtores da soul music americana." A canção "Samurai" foi composta durante as gravações em Los Angeles e contém participação do músico norte-americano Stevie Wonder, fazendo dueto com Djavan na gaita. O álbum também conta com sucessos como "Capim", "Sina", "Pétala", "Açaí", "Esfinge", entre outros.

## Recepção
| Críticas profissionais | Críticas profissionais |
| Avaliações da crítica  | Avaliações da crítica  |
| Fonte                  | Avaliação              |
| ---------------------- | ---------------------- |
| AllMusic               | [ 4 ]                  |
| Notas Musicais         | [ 5 ]                  |

Alvaro Neder do site AllMusic avaliou o álbum com 4 de 5 estrelas, afirmando que o álbum é dividido entre canções românticas e faixas suingadas. O crítico destacou as baladas pop "Pétala" e "Açaí", além de "Nobreza" e "Banho de Rio" (canções acompanhadas de orquestras). Ele também definiu as faixas "Luz," "Capim," "Sina," "Samurai," "Esfinge," e "Minha Irmã" como parte do segmento suingue do álbum, além de destacar que o álbum possui harmonias e melodias interessantes, além dos arranjos influenciados por jazz. Para Mauro Ferreira do site Notas Musicais, que avaliou o álbum com 5 de 5 estrelas e o definiu como "explosão pop", Luz é o "álbum que transformou Djavan em superstar com vendas expressivas, sucessão de hits e uso primoroso dos recursos tecnológicos da época."

## Faixas
- Todas as faixas foram compostas pelo próprio Djavan.

| Lado A |            |         |  |
| N.º    | Título     | Duração |  |
| 1.     | "Pétala ♀" | 4:43    |  |
| 2.     | "Luz"      | 4:08    |  |
| 3.     | "Nobreza"  | 2:28    |  |
| 4.     | "Capim"    | 4:17    |  |
| 5.     | "Sina"     | 5:32    |  |

| Lado B |                                 |         |  |
| N.º    | Título                          | Duração |  |
| 6.     | "Samurai ♀" (com Stevie Wonder) | 4:48    |  |
| 7.     | "Banho de Rio"                  | 4:36    |  |
| 8.     | "Açaí"                          | 4:38    |  |
| 9.     | "Esfinge"                       | 4:20    |  |
| 10.    | "Minha Irmã"                    | 2:08    |  |

♀ - no relançamento em CD, as duas faixas trocam de posição, sendo que Pétala é a faixa 6, e Samurai a 1.

### Músicos
- Baixo: Abraham Laboriel (Faixas 1, 2, 5, 6, 8 e 9)/ Sizão Machado (Faixas 3, 4 e 10)
- Bateria: Harvey Mason (Faixas 1, 2, 5, 6 e 9) / Téo Lima (Faixas 4, 8 e 10)
- Guitarra: Djavan (Faixas 1, 5, 6, 8 e 9) / Paulo Jackson Jr. (Faixas 5 e 9)
- Piano: Jorge Dalto (Faixas 1, 2, 3, 5, 6, 8 e 9) / Luiz Avellar (Faixas 4 e 10)
- Teclados: Ronnie Foster (Faixas 1, 5, 6 e 10)
- Sax:Zé Nogueira